# Przylądek Dieżniowa
Przylądek Dieżniowa (ros. мыс Дежнёва, mys Dieżniowa) – przylądek w Rosji; najdalej na wschód wysunięty punkt Azji; współrzędne geograficzne 66°05′N 169°40′W/66,083333 -169,666667.
Leży na wschodnim krańcu Półwyspu Czukockiego nad Cieśniną Beringa pomiędzy Morzem Czukockim a Morzem Beringa. Po przeciwnej stronie Cieśniny znajduje się Przylądek Księcia Walii na półwyspie Seward (Alaska).
Przylądek nazwano na cześć XVII-wiecznego podróżnika rosyjskiego, Siemiona Iwanowicza Dieżniowa, badacza tamtego regionu.

## Galeria

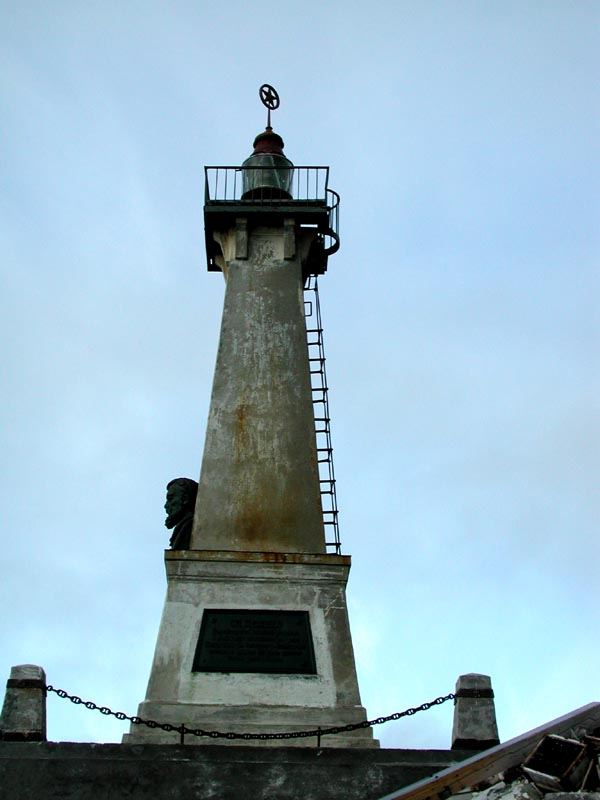
Latarnia morska — pomnik S. Dieżniowa.
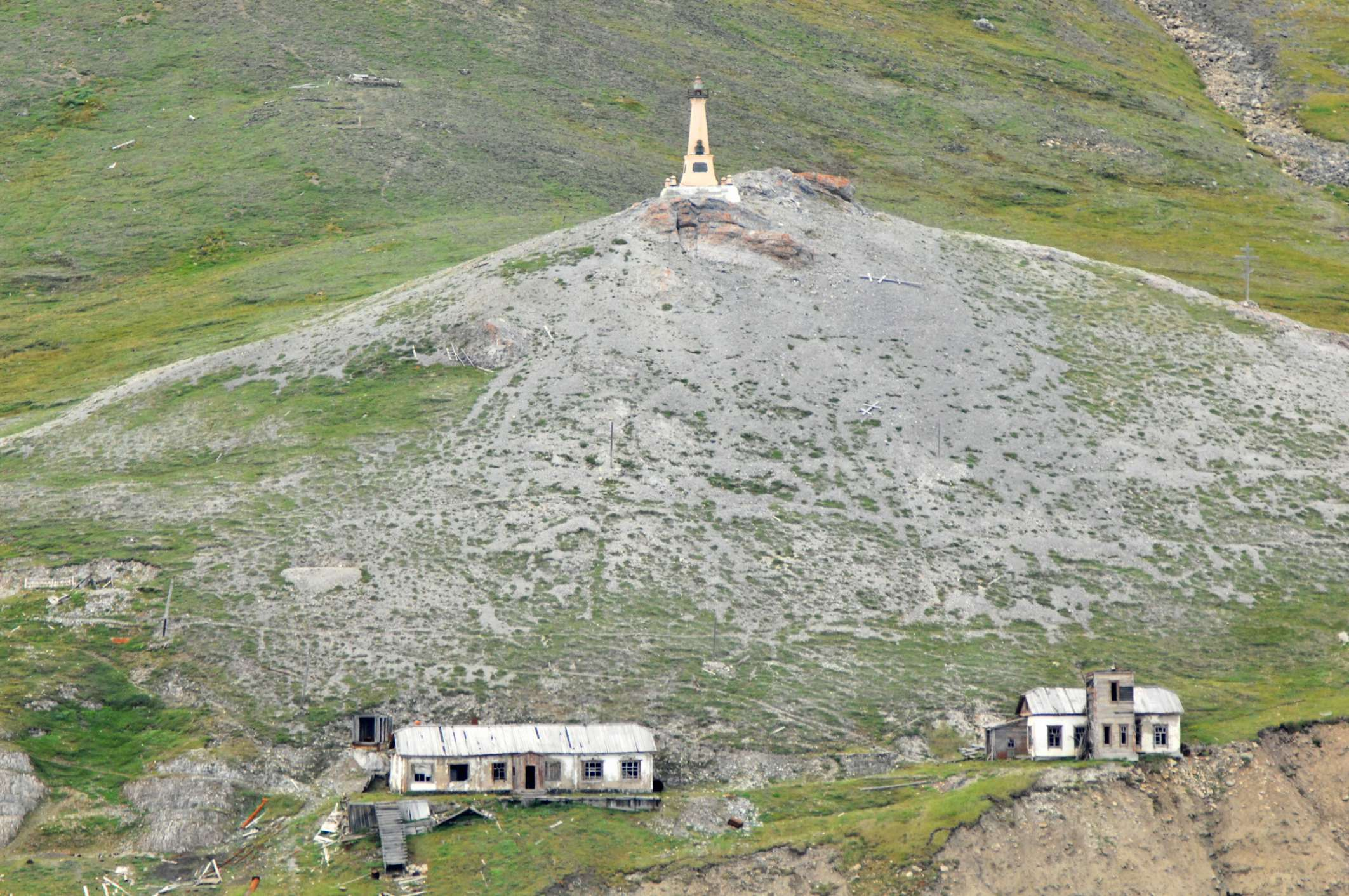
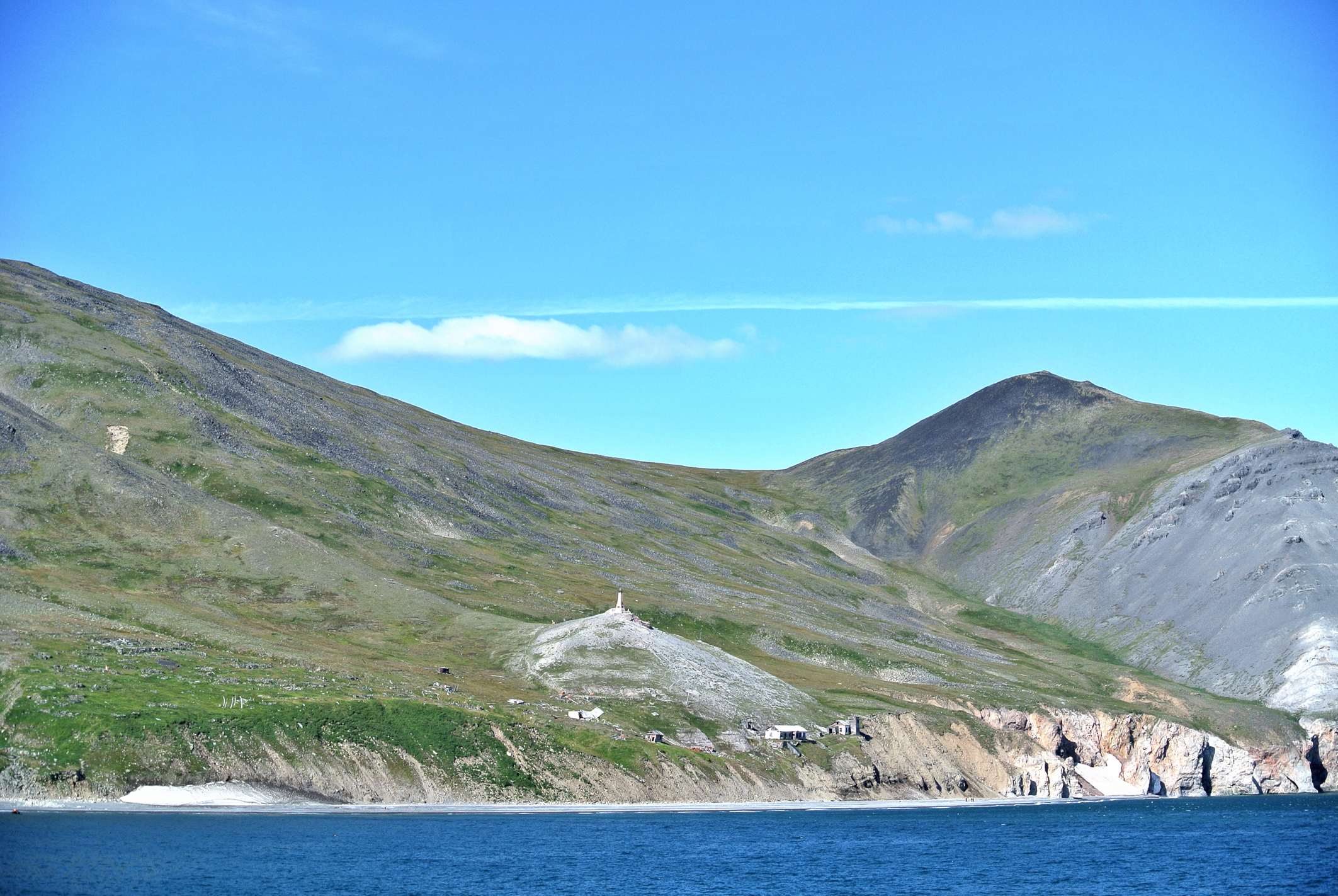